# Maciej Wojtyszko
Maciej Wojtyszko (ur. 16 kwietnia 1946 w Warszawie) – polski reżyser teatralny, filmowy i telewizyjny, pisarz, autor sztuk, komiksów i filmów animowanych.

## Życiorys
Absolwent Liceum Technik Teatralnych, które ukończył jako malarz teatralny (1965). W 1970 ukończył studia na Wydziale Reżyserii Państwowej Wyższej Szkoły Filmowej, Telewizyjnej i Teatralnej im. Leona Schillera w Łodzi (dyplom 1973).
W 1967 debiutował na łamach pisma satyrycznego „Szpilki”. Jako reżyser teatralny debiutował w 1980 inscenizacją własnego utworu Sekret wróżki w Teatrze Narodowym w Warszawie. W latach 80. i 90. związany był, jako reżyser, z teatrami: Powszechnym, Ateneum, Studio w Warszawie, Teatrem im. Aleksandra Węgierki w Białymstoku, Teatrem Polskim we Wrocławiu, Starym Teatrem w Krakowie i Nowym w Poznaniu. W sezonie 1990/1991 był także dyrektorem artystycznym Teatru Powszechnego w Warszawie, a od 1 listopada 2018 do 2020 - dyrektorem artystycznym Teatru Nowego im. Kazimierza Dejmka w Łodzi.
Od 1989 pracuje w warszawskiej Państwowej Wyższej Szkole Teatralnej, gdzie prowadzi zajęcia warsztatowe „Aktor przed kamerą...”. Dwukrotny dziekan Wydziału Reżyserii. Dziekan Szkoły Aktorskiej Haliny i Jana Machulskich.
W 1989 został zastępcą Janusza Zaorskiego kierującego Zespołem Filmowym „Dom”. Członek Koła Realizatorów Filmów dla Dzieci i Młodzieży Stowarzyszenia Filmowców Polskich w Warszawie.
Członek Stowarzyszenia Pisarzy Polskich oraz Stowarzyszenia Autorów ZAiKS. Członek zarządu Fundacji Kultura i Dziedzictwo ponad Granicami. Od 2021 zasiada w kapitule konkursu Literacka Podróż Hestii. 
Został członkiem honorowego komitetu poparcia Bronisława Komorowskiego przed przyspieszonymi wyborami prezydenckimi 2010 oraz przed wyborami prezydenckimi w Polsce w 2015 roku.

## Życie prywatne
Mąż scenarzystki Henryki Królikowskiej-Wojtyszko, ojciec scenarzystki Marii Wojtyszko (ur. 1982) oraz aktora, reżysera i scenarzysty Adama Wojtyszki (ur. 1981).

## Książki
Autor książek dla dzieci i młodzieży (Antycyponek (1975), Synteza (1978; nakręcił na początku lat 80. film na jej podstawie), Bromba i inni, Tajemnica szyfru Marabuta, Bambuko czyli skandal w Krainie Gier, Saga rodu Klaptunów (1981), Bromba i filozofia), komiksów Szczyty wtajemniczenia, czyli sabaty i posiedzenia oraz Trzynaste piórko Eufemii (1977).
Jest członkiem Stowarzyszenia Pisarzy Polskich.

## Filmografia (film fabularny)

### Reżyseria
- 2010 – EM-20stka
- 2008 – Doręczyciel
- 2007 – Ogród Luizy
- 2006 – Ale się kręci !
- 2004–2006 – Pensjonat pod Różą (odcinki: 4–7, 10–16, 21–25, 27–30, 32–34, 36–37, 40–41, 43–45, 58–60, 64–66, 68–71, 76–81, 83–87, 89, 91–93, 98, 100–101)
- 2004 – Całkiem nowe lata miodowe (odcinki: 1–6, 16-)
- 2003 – Miodowe lata (odcinki: 114–117, 119–126, 130–131)
- 2002 – Pani Basia, pani Róża
- 2002 – Miodowe lata (odcinki: 96–97, 99–100, 102–103, 105–106, 108–113, 128)
- 2001 – Miodowe lata (odcinki: 69–74, 76–78, 80–88, 90–91, 93–94)
- 2001 – Kocham Klarę (odcinki: 1–4, 6–13)
- 2000 – Piotrek zgubił dziadka oko, a Jasiek chce dożyć spokojnej starości
- 2000 – Miodowe lata (odcinki: 43–45, 47, 49–54, 56–58, 60–68)
- 2000–2001 – Miasteczko (2000–2001; serial tv)
- 1999 – Miodowe lata (odcinki: 14–15, 17–24, 26–40)
- 1998 – Miodowe lata (odcinki: 1–13)
- 1998–1999 – Co cię znów ugryzło?
- 1989 – Yacht w kawalerki
- 1988 – Mistrz i Małgorzata
- 1985 – Ognisty anioł
- 1983 – Święto księżyca
- 1983 – Synteza

### Scenariusz
- 2000 – Piotrek zgubił dziadka oko, a Jasiek chce dożyć spokojnej starości
- 1998–2003 – Miodowe lata (odcinki: 75, 82), Dialogi (odcinki: 75, 82), Opieka artystyczna (odcinki: 42, 55, 98)
- 1998–1999 – Co cię znów ugryzło?
- 1988 – Mistrz i Małgorzata
- 1986 – Poczekaj błyśnie
- 1985 – Ognisty anioł
- 1983 – Święto księżyca
- 1983 – Synteza

### Opieka artystyczna
- 2005 – Tak miało być
- 1998–2003 – Miodowe lata, Scenariusz (odcinki: 75, 82), Dialogi (odcinki: 75, 82), Opieka artystyczna (odcinki: 42, 55, 98)
- 1990 – Świnka
- 1990 – Piggate

### Współpraca reżyserska
- 1971 – System
- 1971 – Markheim
- 1970 – Pierścień księżnej Anny

### Dialogi
- 1998–2003 – Miodowe lata, Scenariusz (odcinki: 75, 82), Dialogi (odcinki: 75, 82), Opieka artystyczna (odcinki: 42, 55, 98)

### Obsada
- 1977 – Rebus obsada aktorska (Wasiak, inspektor nadzoru budowy)

### Pozostałe
- 2008 – Doręczyciel Piosenka: Tylko z tobą jestem sobą – Słowa piosenki, Piosenka: Śniadanie o poranku – Słowa piosenki, Piosenka: Moja Daisy to stokrotka – Słowa piosenki, Piosenka: Miłość i nienawiść – Słowa piosenki, Piosenka: Spotkajmy się – Słowa piosenki, Piosenka: Byłem tam niejeden raz – Słowa piosenki, Piosenka: Piosenka na uspokojenie – Słowa piosenki
- 2000 – Miasteczko (2000–2001; serial tv) Piosenka: Miasteczko – Słowa piosenki
- 1999 – Trzy szalone zera Piosenka: Bazyliszek – Słowa piosenki
- 1999 – Pieśń strudzonego renifera (40) w Miodowe lata Piosenka: Pieśń strudzonego renifera – Słowa piosenki
- 1983 – Synteza Piosenka: Zwierciadło – Słowa piosenki
- 1970 – Pierścień księżnej Anny Piosenka: Szukaj wiatru w polu – Słowa piosenki

## Filmografia (Krótki metraż, dokument, animacja)

### Reżyseria
- 1997–2000 – Piękna twarz w Czternaście bajek z Królestwa Lailonii Leszka Kołakowskiego
- 1992 – Moment
- 1980 – Wielki bal w Przygody Małego Maślaka
- 1979 – Tajemnica szyfru Marabuta
- 1978 – Na tratwie
- 1976–1979 – Tajemnica szyfru Marabuta (serial tv)
- 1975 – Bromba i inni
- 1970 – Wybrali inną drogę

### Scenariusz
- 1992 – Moment
- 1987 – Głodna żabka (1) w S.O.S. dla kosmosu
- 1987 – Głodna żabka
- 1980 – Wielki bal w Przygody Małego Maślaka
- 1979 – Tajemnica szyfru Marabuta
- 1978 – Na tratwie
- 1976–1979 – Tajemnica szyfru Marabuta (serial tv)
- 1975 – Bromba i inni
- 1972 – Wymiana poglądów
- 1970 – Wybrali inną drogę

### Opieka artystyczna
- 1997–2000 – Czternaście bajek z Królestwa Lailonii Leszka Kołakowskiego
- 1982 – Leśne zawody, Przeprowadzka, Maślaki nie wędrują, Babie lato w Przygody małego maślaka
- 1981 – Nadpływająca butelka w Przygody małego maślaka

### Realizacja
- 1978 – Sentymenty – fregata

### Współpraca reżyserska
- 1974 – Scena zbiorowa ze świętym

### Współpraca realizatorska
- 1973 – Mam 19 LAT...

### Zdjęcia
- 1970 – Wybrali inną drogę

### Pierwowzory
- 1979 – Tajemnica szyfru Marabuta Autor pierwowzoru „Tajemnica szyfru Marabuta"

## SpektakleTeatru Telewizji

### Reżyseria
- 2009 – Powidoki ( nagroda na festiwalu „Dwa teatry” za główną rolę kobiecą)
- 2009 – Bułhakow
- 2007 – Chryje z Polską czyli rzecz o Stanisławie Wyspiańskim
- 2006 – Pan Gustaw i Matylda
- 2000 – Grzechy starości
- 1997 – Casanova
- 1996 – Pigmalion
- 1995 – Foto-finisz
- 1994 – Poplątanie z pomieszaniem
- 1993 – Komediant
- 1993 – Amadeusz
- 1992 – Wyprawa profesora Tarantogi
- 1991 – Wiersze Jana Twardowskiego
- 1991 – Garderobiany
- 1990 – Skarby i upiory, czyli hrabia opętany
- 1990 – Burzliwe życie Lejzorka
- 1989 – Teatr cudów
- 1989 – Indyk
- 1988 – Odwiedziny o zmroku
- 1988 – Ławeczka
- 1987 – Powieść teatralna
- 1985 – Lotta
- 1985 – Ferdydurke
- 1981 – Molier, czyli zmowa świętoszków
- 1980 – Szelmostwa lisa Witalisa
- 1980 – Smok
- 1979 – Prawdomówny kłamca
- 1979 – Epilog
- 1979 – Brzechwa-dzieciom
- 1977 – Ostatnie dni
- 1974 – Bromba i inni
- 1972 – Gżdacz i inni

### Autor
- 2009 – Bułhakow
- 2007 – Chryje z Polską czyli rzecz o Stanisławie Wyspiańskim
- 2000 – Żelazna konstrukcja
- 2000 – Grzechy starości
- 1990 – Skarby i upiory, czyli hrabia opętany
- 1979 – Epilog

### Scenariusz
- 2000 – Grzechy starości
- 1994 – Poplątanie z pomieszaniem
- 1985 – Lotta
- 1979 – Prawdomówny kłamca
- 1974 – Bromba i inni
- 1972 – Gżdacz i inni

### Adaptacja
- 1990 – Burzliwe życie Lejzorka
- 1987 – Powieść teatralna
- 1985 – Ferdydurke
- 1979 – Brzechwa-dzieciom

### Realizacja telewizyjna
- 1991 – Wiersze Jana Twardowskiego
- 1981 – Gorzkie żale w dozorcówce

### Opieka artystyczna
- 1991 – Mężczyzna
- 1989 – Zawiść

### Rysunki
- 1974 – Bromba i inni
- 1972 – Gżdacz i inni

### Teksty piosenek
- 1997 – Figurki pana Gracjana

### Opieka reżyserska
- 1994 – Killevippen

### Opracowanie telewizyjne
- 1990 – Burzliwe życie Lejzorka

### Słowa piosenki
- 1990 – Burzliwe życie Lejzorka

## Ordery i odznaczenia
- Krzyż Oficerski Orderu Odrodzenia Polski (2011)[10]
- Krzyż Kawalerski Orderu Odrodzenia Polski (2002)[11]
- Srebrny Medal „Zasłużony Kulturze Gloria Artis” (2008)[12]
- Medal Pro Publico Bono im. Sabiny Nowickiej (2019)[13]
- Odznaka Honorowa za Zasługi dla Ochrony Praw Dziecka (2016)[14]
- Order Uśmiechu[15]

## Nagrody i wyróżnienia
- 1978 – wyróżnienie jury na II Festiwalu Polskich Filmów i Widowisk Telewizyjnych w Olsztynie za adaptację i reżyserię widowiska Ostatnie dni
- 1978 – Nagroda I stopnia Przewodniczącego Komitetu ds. Radia i Telewizji za reżyserię widowiska Teatru Telewizji Ostatnie dni
- 1979 – Nagroda Prezesa Rady Ministrów za twórczość dla dzieci i młodzieży w dziedzinie radia i telewizji za twórcze poszukiwania w dziedzinie reżyserii oraz w zakresie nowych form filmów telewizyjnych i kinematograficznych
- 1981 – Nagroda Jury Dziecięcego FF dla Dzieci w Poznaniu za Tajemnica szyfru Marabuta
- 1981 – Nagroda teatralna tygodnika „Przyjaźń” za reżyserię utworów dramaturgii radzieckiej w Teatrze Telewizji
- 1981 – Nagroda Prezesa Polskiego Radia i Telewizji II stopnia za twórcze osiągnięcia w Teatrze Telewizji, ze szczególnym uwzględnieniem cyklu Brzechwa dzieciom, a także przedstawień Teatru Telewizji Smok Eugeniusza Szwarca i Molier czyli Zmowa świętoszków Michaiła Bułhakowa
- 1983 – Nagroda Premio Europeo za Syntezę, jako najlepszą książkę science fiction
- 1984 – Nagroda Jury Dziecięcego (Marcinek) FF dla Dzieci w Poznaniu za Syntezę
- 1986 – Nagroda Przewodniczącego Komitetu ds. Radia i Telewizji za twórcze osiągnięcia w dziedzinie reżyserii w Teatrze Telewizji za reżyserię spektaklu Ferdydurke
- 1986 – Nagroda Funduszu Literatury za książkę Saga rodu Klaptunów
- 1987 – Złoty Ekran (przyznany przez pismo „Ekran”) w kategorii: Widowisko artystyczne w 1986, za reżyserię spektaklu Ferdydurke
- 1987 – Statuetka Fredry - nagroda Wrocławskiego Towarzystwa Przyjaciół Teatru i krytyków teatralnych za najlepsze przedstawienie roku - przedstawienie Kandyd czyli Optymizm wg Woltera w Teatrze Polskim we Wrocławiu
- 1990 – Nagroda im. Leona Schillera za twórczość artystyczną
- 1991 – Statuetka Fredry - nagroda Wrocławskiego Towarzystwa Przyjaciół Teatru i krytyków - za przedstawienie Garderobiany Ronalda Harwooda w Teatrze Polskim we Wrocławiu
- 1991 – Złota Piętnastka - nagroda gazety „Prawo i Życie” za adaptację filmową Mistrza i Małgorzaty i film Oskar
- 1997 – Nagroda w konkursie Ministra Kultury i Sztuki na utwór sceniczny dla dorosłych - za sztukę Kraina kłamczuchów
- 1997 – Najprzyjemniejszy Spektakl III OFSztuk Przyjemnych w Łodzi (plebiscyt publiczności): Opera Granda Aldony Krasuckiej i Macieja Wojtyszki w Teatrze Ateneum im. Stefana Jaracza w Warszawie
- 1999 – wyróżnienie w zamkniętym konkursie Teatru Telewizji na utwór dramatyczny za sztukę Grzechy starości
- 2001 – wyróżnienie jury dziecięcego XIX MFF Dia Dzieci „Ale Kino!” w Poznaniu za scenariusz do filmu Jaśka biorą do filmu (razem z Lucyną Legut)
- 2001 – nagroda na II Festiwalu Dobrego Humoru w Gdańsku dla najdowcipniejszego serialu telewizyjnego - serialu Miodowe lata
- 2003 – nagroda na II Festiwalu Prapremier w Bydgoszczy za reżyserię autorskiego przedstawienia Bułhakow w Teatrze im. Juliusza Słowackiego w Krakowie
- 2007 – Nagroda Specjalna Jury 32. Festiwalu Polskich Filmów Fabularnych w Gdyni za film Ogród Luizy
- 2007 – statuetka „Melonika” nagroda jury Festiwalu Dobrego Humoru w Gdańsku-Gdyni-Sopocie w kategorii: Najdowcipniejszy serial komediowy za Ale się kręci
- 2008 – Nagroda Publiczności, Statuetka Maszkarona na 22. Tarnowskiej Nagrodzie Filmowej za film Ogród Luizy
- 2008 – Grand Prix – Złota Ryba na Multimedia Happy End Festiwal Filmów Optymistycznych w Rzeszowie za film Ogród Luizy
- 2008 – nagroda na VIII Krajowym Festiwalu Teatru Polskiego Radia i Teatru TV „Dwa Teatry” w Sopocie za oryginalny polski tekst dramatyczny Chryje z Polską czyli rzecz o Stanisławie Wyspiańskim,
- 2009 – Nagroda Publiczności II Festiwalu Filmów Polskich „Wisła” w Moskwie za film Ogród Luizy
- 2009 – Nagroda Literacka m.st. Warszawy w kategorii Literatura dla dzieci i młodzieży, za książkę Bromby i Fikanda Wieczór Autorski
- 2010 – Nagroda za oryginalny polski tekst dramatyczny i Nagroda Honorowa im. Krzysztofa Zaleskiego na X Festiwalu Teatru Polskiego Radia i Teatru Telewizji Polskiej „Dwa Teatry” w Sopocie za Powidoki
- 2013 – Nagroda na XIII Festiwalu Teatru Polskiego Radia i Teatru Telewizji Polskiej „Dwa Teatry” w Sopocie za scenariusz adaptowany do słuchowiska Nie uchodzi, nie uchodzi czyli Damy i Huzary
- 2014 – Nagroda Pary Prezydenckiej (Bronisława i Anny Komorowskich) za wybitne osiągnięcia w twórczości dla dzieci i młodzieży w kategorii teatr[16]
- 2016 – Nagroda im. Cypriana Kamila Norwida w kategorii "teatr" za autorstwo i reżyserię dramatu Dowód na istnienie drugiego
- 2016 – Nagroda ZAiKS-u za całokształt twórczości dla dzieci[17]
- 2017 – Nagroda na Festiwalu Teatru Polskiego Radia i Teatru Telewizji Polskiej „Dwa Teatry” w Sopocie za oryginalny polski tekst dramatyczny Narodziny Fryderyka Demuth
- 2018 – Nagroda 100-lecia ZAiKS-u[17]
- 2021 – Nagroda na Festiwalu Teatru Polskiego Radia i Teatru Telewizji Polskiej „Dwa Teatry” w Zamościu za oryginalny współczesny tekst dramatyczny Ni z tego, ni z owego

Źródło:.